# Willem Lodewijk de Vos van Steenwijk
Mr. Willem Lodewijk baron de Vos van Steenwijk, heer van de Gelder en Hagevoerde, (Dalfsen, 10 juli 1859 – Den Haag, 12 april 1947) was CHU-senator, Eerste Kamervoorzitter en een conservatieve Overijsselse landedelman. Hij was de zoon van een Eerste Kamervoorzitter, die, zoals hijzelf stelde, 'van kindsbeen af' was opgegroeid met eerbied voor de Senaat. Hij keerde zich in 1922 tegen het verbreken van de band tussen de Eerste Kamer en de provincies. Hij was tegenstander van 'partijpolitiek', waarbij partijbestuurders veel macht hadden. Hij was bekend vanwege zijn zeer beeldende en kleurrijke taalgebruik, vol archaïsmen. Hij stond op zeer goede voet met Colijn, die hij als staatsman bewonderde. In 1946, een jaar voor zijn dood, werd De Vos van Steenwijk nog benoemd tot minister van staat.
Hij was van 1907 tot 1935 lid van de Hoge Raad van Adel.
Zijn echtgenote was Ferdinanda Anna van Naamen (1868 - 1900). Ze woonden op 'De Gelder' in Wijhe en hadden een huis aan het Lange Voorhout 12 in Den Haag. Het echtpaar had een zoon, mr. J.A.G. baron de Vos van Steenwijk, die de vader werd van Alwine de Vos van Steenwijk (1921-2012).
Hij is onderscheiden als:
- Commandeur in de Orde van de Nederlandse Leeuw, 30 augustus 1933
- Ridder Grootkruis in de Orde van de Nederlandse Leeuw, 30 augustus 1938